# Mojacar Pueblo
Mojacar Pueblo är en kommunhuvudort i Spanien.   Den ligger i provinsen Provincia de Almería och regionen Andalusien, i den sydöstra delen av landet, 400 km söder om huvudstaden Madrid. Mojacar Pueblo ligger 162 meter över havet och antalet invånare är 5 154.
Terrängen runt Mojacar Pueblo är kuperad åt sydväst, men åt nordost är den platt. Havet är nära Mojacar Pueblo österut.  Närmaste större samhälle är Vera, 11,5 km norr om Mojacar Pueblo. 